# Atyoida
Atyoida is een geslacht van kreeftachtigen uit de klasse van de Malacostraca (hogere kreeftachtigen).

## Soorten
- Atyoida bisulcata Randall, 1840
- Atyoida pilipes (Newport, 1847)
- Atyoida serrata (Spence Bate, 1888)